# Vratislav Lokvenc
Vratislav Lokvenc, né le 27 septembre 1973 à Náchod, est un footballeur international tchèque, qui évoluait au poste d'attaquant.

## Palmarès
- Champion de Tchéquie : 1995, 1997, 1998, 1999 et 2000 (Sparta Prague).
- Champion d'Autriche : 2007 (Red Bull Salzbourg).
- Champion de Suisse : 2008 (FC Bâle).
- Vainqueur de la Coupe de Tchéquie : 1996 (Sparta Prague).
- Vainqueur de la Coupe de Suisse : 2008 (FC Bâle)
- Finaliste de la Coupe d'Allemagne : 2003 (FC Kaiserslautern).
- International tchèque (74 sél., 14 buts) 1re sélection le 6 septembre 1995 : Tchéquie 2 - 0 Norvège